# Saisons amateurs du Football Club de Mulhouse
Cette page détaille les saisons que le Football Club de Mulhouse a disputé avec le statut amateur. On peut distinguer plusieurs périodes: dans un premier temps la période 1892-1914, où le club évoluait en championnat allemand. Vient ensuite la période 1919-1932, où le club évoluait en Division d'Honneur de la Ligue d'Alsace de football, période particulièrement prospère où Mulhouse est sacré à six reprises. La troisième période est celle allant de 1940 à 1944, où il avait été obligé par les Nazis à reprendre son statut amateur et à évoluer en Gauliga Elsass. Certains pensent que c'est cette période qui a vu le FC Mulhouse évoluer avec la plus belle équipe de son histoire. Après une saison en D2, le club retrouve le statut amateur durant la période 1946-1980, où il évolue entre CFA, Division 2, et Division 3. Enfin, à la suite d'un dépôt de bilan, le club évolue avec le statut amateur depuis 1999.

## Période 1903-1914

### Saison 1903-1904
C'est lors de cette saison que le club est contraint de s'affilier à la Suddeutscher Fussballverband. Cette saison est ainsi la première que le FC Mülhausen 93 dispute en championnat.
L'équipe première, menée par Titterton et Glazsmann, obtient rapidement de bons résultats, face à des adversaires prestigieux, comme le FC Bâle, également fondé en 1893.
| Calendrier 1903-1904 du FC Mülhausen 93 | Calendrier 1903-1904 du FC Mülhausen 93 | Calendrier 1903-1904 du FC Mülhausen 93 |
| N°                                      | Rencontre                               | Score                                   |
| --------------------------------------- | --------------------------------------- | --------------------------------------- |
| 1                                       | FCM - Sport Mulhouse                    | 8-2                                     |
| 2                                       | FCM - Emmendingen                       | 7-0                                     |
| 3                                       | FCM - FC Bâle                           | 8-6                                     |
| 4                                       | FCM - Donar Strasbourg                  | N                                       |
| 5                                       | FCM - Strassburger FV                   | 0-3                                     |
| 6                                       | FCM - Freiburger FC                     | 0-4                                     |
| 7                                       | FCM - Old Boys Bâle                     | 0-4                                     |

### Saison 1904-1905
Cette saison confirme le FC Mülhausen 93 dans sa position et le voit remporter le championnat de l'Oberrheingau. Le capitaine est alors H.R. Willison. Après ce titre de champion, le club joue la phase finale, où il termine 3e du groupe Sud.
| Calendrier 1904-1905 du FC Mülhausen 93 | Calendrier 1904-1905 du FC Mülhausen 93 | Calendrier 1904-1905 du FC Mülhausen 93 |
| N°                                      | Rencontre                               | Score                                   |
| --------------------------------------- | --------------------------------------- | --------------------------------------- |
| 1                                       | FCM - Freiburger FC                     | 3-2                                     |
| 2                                       | FCM - Strassburger FV                   | 3-2                                     |
| 3                                       | FCM - Servette de Genève                | 2-1                                     |
| 4                                       | FCM - Stuttgarter Kickers               | 3-5                                     |
| 5                                       | FCM - Old Boys Bâle                     | 4-5                                     |
| 6                                       | FCM - Karlsruher FV                     | 2-4                                     |
| 7                                       | FCM - FC Bâle                           | 2-2                                     |

### Saison 1905-1906
Pour la saison 1905-1906, le club dispute le championnat de première série d'Allemagne du Sud. Le capitaine de l'équipe est W. Helmbold.
En championnat, le club déclare forfait face au Freiburger FC. Il est donc déclassé. Néanmoins, le club devient champion de Mulhouse en première et deuxième série.
À Pâques, le FCM 93 accueille le Club français, qui remporte un match amical 3-1.
| Calendrier 1905-1906 du FC Mülhausen 93 | Calendrier 1905-1906 du FC Mülhausen 93 | Calendrier 1905-1906 du FC Mülhausen 93 |
| N°                                      | Rencontre                               | Score                                   |
| --------------------------------------- | --------------------------------------- | --------------------------------------- |
| 1                                       | FCM - Freiburger FC                     | 4-3                                     |
| 2                                       | FCM - Old Boys Bâle                     | 3-2                                     |
| 3                                       | FCM - SR Belfort                        | 5-0                                     |
| 4                                       | FCM - Union Mulhouse                    | 13-1                                    |
| 5                                       | FCM - Strassburger FV                   | 3-4                                     |
| 6                                       | FCM - Strassburger FV                   | 1-2                                     |
| 7                                       | FCM - FC Pforzheim                      | 0-3                                     |
| 8                                       | FCM - FC Bâle                           | N                                       |

### Saison 1906-1907
La saison 1906-1907 voit le club évoluer une deuxième fois en Championnat de première série d'Allemagne du Sud. Il ne brille pas vraiment en championnat, mais réalise ensuite une bonne série de matchs amicaux, battant par exemple l'AS Française, un club parisien.
| Calendrier 1906-1907 du FC Mülhausen 93 | Calendrier 1906-1907 du FC Mülhausen 93 | Calendrier 1906-1907 du FC Mülhausen 93 | Calendrier 1906-1907 du FC Mülhausen 93 | Calendrier 1906-1907 du FC Mülhausen 93 | Calendrier 1906-1907 du FC Mülhausen 93 |
| Championnat                             | Championnat                             | Championnat                             | Matchs amicaux                          | Matchs amicaux                          | Matchs amicaux                          |
| N°                                      | Rencontre                               | Score                                   | N°                                      | Rencontre                               | Score                                   |
| --------------------------------------- | --------------------------------------- | --------------------------------------- | --------------------------------------- | --------------------------------------- | --------------------------------------- |
| 1                                       | FCM - Strassburger FV                   | 0-6                                     | 1                                       | FCM - Sport Mulhouse                    | 14-9                                    |
| 2                                       | FCM - Strassburger FV                   | 5-8                                     | 2                                       | FCM - Sport Mulhouse                    | 4-3                                     |
| 3                                       | FCM - Strassburger FV                   | 2-4                                     | 3                                       | FCM - Union Mulhouse                    | 4-3                                     |
| 4                                       | FCM - Strassburger FV                   | 4-5                                     | 4                                       | FCM - Victoria Mulhouse                 | 6-2                                     |
| 5                                       | FCM - Freiburger FC                     | 2-3                                     | 5                                       | FCM - AS Française                      | 5-3                                     |
| 6                                       | FCM - Freiburger FC                     | 0-12                                    | 6                                       | FCM - US Lyonnaise                      | 8-0                                     |
| 7                                       | FCM - Karlsruher FV                     | 2-6                                     | 7                                       | FCM - SR Belfort                        | 12-0                                    |

### Saison 1907-1908
Durant cette saison, le FC Mülhausen 1893 est retiré des championnats. Il ne dispute alors que des matchs amicaux.

### Saison 1908-1909
Pour la saison 1908-1909, le club est inscrit en première série de la Fédération de football d'Allemagne du Sud. Le club, en déclin de forme, ne dispute que quatre matchs, qui se soldent par de lourdes défaites.
| Calendrier 1908-1909 du FC Mülhausen 93 | Calendrier 1908-1909 du FC Mülhausen 93 | Calendrier 1908-1909 du FC Mülhausen 93 |
| N°                                      | Rencontre                               | Score                                   |
| --------------------------------------- | --------------------------------------- | --------------------------------------- |
| 1                                       | FCM - Stuttgarter Kickers               | 0-11                                    |
| 2                                       | FCM - Strassburger FV                   | 0-15                                    |

### Saison 1909-1910
Pour la saison 1909-1910, le club est inscrit en première série de la Fédération de football d'Allemagne du Sud. Le déclin de forme du FCM 1893 tend ves sa fin et sur les 18 matchs disputés, le club en gagne 8.

### Saison 1910-1911
Pour la saison 1910-1911, le club est inscrit pour la première fois de son histoire en deuxième série de la Fédération de football d'Allemagne du Sud. Le FC Mülhausen 93 réalise de nombreux exploits et fait partie des meilleurs clubs de ce championnat. Ses performances remarquables se concluent par une montée en première série. Les trois équipes de Fribourg-en-Brisgau sont battues sur des scores asymétriques. Lors du match final, face au FC Mühlbourg, champion de Bade, le FCM 93 perd par un but à zéro.

### Saison 1911-1912
La saison 1911-1912 voit le FC Mülhausen 93 remporter un titre de deuxième série. Durant cette saison, le club ne perd aucun de ses matchs. Le capitaine de l'équipe est alors Francis Helmbold. L'équipe ne se qualifie néanmoins pas pour la Gaumeisterschaft.
| Calendrier 1911-1912 du FC Mülhausen 93 | Calendrier 1911-1912 du FC Mülhausen 93 | Calendrier 1911-1912 du FC Mülhausen 93 | Calendrier 1911-1912 du FC Mülhausen 93 | Calendrier 1911-1912 du FC Mülhausen 93 | Calendrier 1911-1912 du FC Mülhausen 93 |
| Championnat                             | Championnat                             | Championnat                             | Matchs amicaux                          | Matchs amicaux                          | Matchs amicaux                          |
| N°                                      | Rencontre                               | Score                                   | N°                                      | Rencontre                               | Score                                   |
| --------------------------------------- | --------------------------------------- | --------------------------------------- | --------------------------------------- | --------------------------------------- | --------------------------------------- |
| 1                                       | FCM - Colmar                            | 10-0                                    | 1                                       | FCM - FC Genève                         | 0-0                                     |
| 2                                       | FCM - Union Mulhouse                    | 8-0                                     | 2                                       | FCM - Lucerne                           | 1-1                                     |
| 3                                       | FCM - Germania Freibourg                | 8-0                                     | 3                                       | FCM - Bienne                            | 1-3                                     |
| 4                                       | FCM - Sportverein Freiburg              | 5-1                                     | 4                                       | FCM - FC Bâle                           | 2-0                                     |
| 5                                       | FCM - Union de Freiburg                 | 5-1                                     | 5                                       | FCM - Olympique de Paris                | 4-1                                     |

### Saison 1912-1913
En 1912-1913, le club est classé en première série.
Ses adversaires, comme le Strassburger FV, ou le Franconia Karlsruhe, sont bien au-dessus de ses moyens, et le FCM 93 termine dernier au classement. Il est néanmoins maintenu en première série pour la saison suivante.
Cependant, les matchs amicaux de fin de saison voient le club retrouver des couleurs, notamment lors d'une victoire 7-1 face à Vitry.

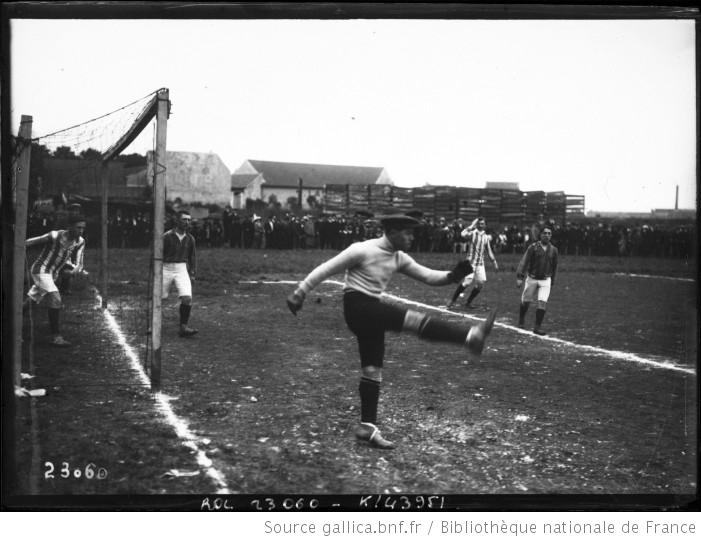
Le Club athlétique de Vitry, adversaire du FC Mulhouse, en 1912

| Calendrier 1912-1913 du FC Mülhausen 93 | Calendrier 1912-1913 du FC Mülhausen 93 | Calendrier 1912-1913 du FC Mülhausen 93 |
| N°                                      | Rencontre                               | Score                                   |
| --------------------------------------- | --------------------------------------- | --------------------------------------- |
| 1                                       | FCM - Vitry-Paris                       | 7-1                                     |
| 2                                       | FCM - Nordstern Bâle                    | 4-0                                     |
| 3                                       | FCM - SV Strassburg                     | 3-0                                     |
| 4                                       | FCM - Olten                             | N                                       |

### Saison 1913-1914
La saison 1913-1914 du FC Mülhausen 93 voit le club évoluer en Championnat de première série d'Allemagne du Sud. L'intersaison voit l'arrivée de trois joueurs du SV Strassburg.
Au début de cette saison, le club effectue une tournée à Paris où il rencontre notamment le CA Paris, champion de France, et s'offre même le luxe d'une victoire, par deux buts à un. Il rencontre également l'Olympique lillois, champion du Nord, avec lequel il fait match nul. Une rencontre opposant les Haut-Rhinois aux Belges de l'Excelsior SC de Bruxelles se conclut par une victoire deux buts à un.
En championnat, le FCM 93 est deuxième, un point derrière le SV Strassburg, promu en Ligue.
En janvier 1914, quelques joueurs quittent le club et en fondent un nouveau: le Sportverein. En même temps, le FC Mülhausen 93 fusionne avec le FC Victoria.
À la Pentecôte, le club accueille l'Olympique lillois, et est battu 0-2 au Vélodrome.

## Période 1919-1932

### Saison 1919-1920
La saison 1919-1920 du FC Mulhouse est la première que le club dispute en championnat français. Il est inscrit en division d'honneur de la Ligue d'Alsace de football. Malgré les difficultés de l'après-guerre, le club met en place une équipe performante, composée notamment de Henri Schumacher, Arni Arthur, Gustave Kuch, et le gardien Willmann.
En championnat, le club termine premier de la poule Haut-Rhin, à laquelle il avait été affecté. En outre, il a un bilan de10 victoires et deux nuls en douze matchs, et a récolté 34 points. Dans la finale l'opposant au SC Sélestat, le club réalise un match nul 1-1, mais lorsque cette dernière est rejouée, le club perd par deux buts à un, et n'est donc pas sacré champion d'Alsace de football.
À Pâques 1919, le FC Mulhouse fait une tournée en Normandie où il réalise deux matchs nuls, face à l'US Fécamp et face au Havre AC.
C'est également cette saison que le club participe pour la première fois à la coupe de France de football. Après avoir sorti le SC Sélestat, il est éliminé le 7 décembre 1919 par l'AS Strasbourg, sur le score de sept buts à deux,.
| Calendrier 1919-1920 du FC Mulhouse | Calendrier 1919-1920 du FC Mulhouse | Calendrier 1919-1920 du FC Mulhouse | Calendrier 1919-1920 du FC Mulhouse | Calendrier 1919-1920 du FC Mulhouse | Calendrier 1919-1920 du FC Mulhouse |
| Championnat                         | Championnat                         | Championnat                         | Matchs amicaux                      | Matchs amicaux                      | Matchs amicaux                      |
| N°                                  | Rencontre                           | Score                               | N°                                  | Rencontre                           | Score                               |
| ----------------------------------- | ----------------------------------- | ----------------------------------- | ----------------------------------- | ----------------------------------- | ----------------------------------- |
| 1                                   | FCM - FC Saint-Louis                | 2-4                                 | 1                                   | FCM - Besançon RC                   | 10-0                                |
| 2                                   | FCM - FC Saint-Louis                | 7-2                                 | 2                                   | FCM - FC Lyon                       | 5-0                                 |
| 3                                   | FCM - AS Mulhouse                   | 7-1                                 | 3                                   | FCM - Terreaux-Lyon                 | 3-1                                 |
| 4                                   | FCM - Colmar                        | 8-0                                 | 4                                   | FCM - Haguenau                      | 5-2                                 |
| 5                                   | FCM - Brittania Mulhouse            | 7-0                                 | 5                                   | FCM - Red Star Strasbourg           | 4-0                                 |
| 6                                   | FCM - US Belfort                    | X-0                                 | 6                                   | FCM - RC Strasbourg                 | 5-4                                 |
|                                     |                                     |                                     | 7                                   | FCM - SC Luxembourg                 | 5-1                                 |
|                                     |                                     |                                     | 8                                   | FCM - Havre AC                      | 1-1                                 |
|                                     |                                     |                                     | 9                                   | FCM - USF Fécamp                    | 3-3                                 |

| Rang | Équipe                | Pts | J  | G  | N | P  | Bp | Bc | Diff |
| ---- | --------------------- | --- | -- | -- | - | -- | -- | -- | ---- |
| 1    | FC Mulhouse           | 34  | 12 | 10 | 2 | 0  |    |    |      |
| 2    | FC Saint-Louis        | 28  | 12 | 8  | 0 | 4  |    |    |      |
| 3    | US Belfort            | 27  | 12 | 7  | 1 | 4  |    |    |      |
| 4    | AS Mulhouse           | 25  | 12 | 6  | 1 | 5  |    |    |      |
| 5    | FC Britannia Mulhouse | 23  | 12 | 4  | 3 | 5  |    |    |      |
| 6    | AS Colmar             | 21  | 12 | 4  | 1 | 7  |    |    |      |
| 7    | SR Belfort            | 12  | 12 | 0  | 0 | 12 |    |    |      |

### Saison 1920-1921
La saison 1920-1921 du FC Mulhouse est la deuxième que le club dispute en Division d'Honneur de la Ligue d'Alsace de football. C'est cette saison qu'un joueur du FCM est sélectionné en tant qu'international français: il s'agit de Paul Bloch, choisi lors d'un match opposant la France à l'Irlande.
Cette saison est particulièrement réussie, et voit le club gagner la majorité de ses matchs, pour finir champion d'Alsace, avec dix-sept points récoltés en dix rencontres. En outre, le club a marqué 20 buts et en a encaissé 8.
Cette année-là, le club remporte le Challenge Hirschauer, et le tournoi de Montreux-Château. En coupe de France de football 1920-1921, le club est éliminé lors des tours préliminaires.
| Calendrier 1920-1921 du FC Mulhouse | Calendrier 1920-1921 du FC Mulhouse | Calendrier 1920-1921 du FC Mulhouse | Calendrier 1920-1921 du FC Mulhouse | Calendrier 1920-1921 du FC Mulhouse | Calendrier 1920-1921 du FC Mulhouse | Calendrier 1920-1921 du FC Mulhouse | Calendrier 1920-1921 du FC Mulhouse | Calendrier 1920-1921 du FC Mulhouse | Calendrier 1920-1921 du FC Mulhouse | Calendrier 1920-1921 du FC Mulhouse | Calendrier 1920-1921 du FC Mulhouse | Calendrier 1920-1921 du FC Mulhouse |
| Championnat                         | Championnat                         | Championnat                         | Championnat                         | Matchs amicaux                      | Matchs amicaux                      | Matchs amicaux                      | Matchs amicaux                      | Matchs amicaux                      | Matchs amicaux                      | Matchs amicaux                      | Matchs amicaux                      | Matchs amicaux                      |
| N°                                  | Rencontre                           | Aller                               | Retour                              | N°                                  | Rencontre                           | Résultat                            | N°                                  | Rencontre                           | Résultat                            | N°                                  | Rencontre                           | Résultat                            |
| ----------------------------------- | ----------------------------------- | ----------------------------------- | ----------------------------------- | ----------------------------------- | ----------------------------------- | ----------------------------------- | ----------------------------------- | ----------------------------------- | ----------------------------------- | ----------------------------------- | ----------------------------------- | ----------------------------------- |
| 1                                   | FCM - AS Strasbourg                 | 0-2                                 | 3-1                                 | 1                                   | FCM - Nancy                         | 3-0                                 | 6                                   | FCM - RC Luxembourg                 | 2-1                                 | 11                                  | FCM - AS Française                  | 1-3                                 |
| 2                                   | FCM - Red Star Strasbourg           | 1-0                                 | 2-1                                 | 2                                   | FCM - CS Fola Esch                  | 4-2                                 | 7                                   | FCM - US Hollerich-Luxembourg       | 5-1                                 | 12                                  | FCM - FC Lausanne-Sport             | 0-4                                 |
| 3                                   | FCM - RC Strasbourg                 | 4-1                                 | 2-0                                 | 3                                   | FCM - Armée du Rhin                 | 4-0                                 | 8                                   | FCM - Bienne                        | 1-5                                 | 13                                  | FCM - FC Lausanne-Sport             | 1-2                                 |
| 4                                   | FCM - SC Sélestat                   | 1-0                                 | 3-1                                 | 4                                   | FCM - La Chaux-de-fond              | 3-0                                 | 9                                   | FCM - Bienne                        | 0-3                                 | 12                                  | FCM - Montreux                      | N                                   |
| 5                                   | FCM - FC Bischwiller                | 2-2                                 | 2-0                                 | 5                                   | FCM - Besançon                      | 4-0                                 | 10                                  | FCM - Havre AC                      | 2-3                                 |                                     |                                     |                                     |

| Rang | Équipe                 | Pts | J  | G | N | P | Bp | Bc | Diff |
| ---- | ---------------------- | --- | -- | - | - | - | -- | -- | ---- |
| 1    | FC Mulhouse            | 17  | 10 | 8 | 1 | 1 | 20 | 8  | +12  |
| 2    | AS Strasbourg          | 13  | 10 | 6 | 1 | 2 | 19 | 10 | +9   |
| 3    | SC Sélestat (T)        | 12  | 10 | 6 | 0 | 4 | 14 | 12 | +2   |
| 4    | FC Bischwiller         | 7   | 10 | 3 | 1 | 6 | 13 | 25 | -12  |
| 5    | RC Strasbourg          | 7   | 10 | 3 | 1 | 6 | 15 | 15 | 0    |
| 6    | Red Star CS Strasbourg | 4   | 10 | 2 | 0 | 8 | 12 | 23 | -11  |

Légende
- Champion de DH Alsace 1920-1921

(T) : Tenant du titre

### Saison 1921-1922
La saison 1921-1922 du FC Mulhouse est la troisième que le club dispute en Division d'Honneur de la Ligue d'Alsace de football. Le 4 septembre 1921, le club inaugure son nouveau stade, à Bourtzwiller, avec un match contre le Sparta Prague, qui s'impose 6-0. Une semaine plus tard, le FCM l'emporte sur l'équipe de l'Armée britannique du Rhin.
En championnat, le club brille moins que les années précédentes et termine quatrième. Contre le SC Sélestat, il obtient une victoire et un nul. Il gagne deux fois contre Bischheim, mais est battu trois fois par l'AS Strasbourg. Des défaites sont à signaler contre le RC Strasbourg et le Red Star.
| Rang | Équipe                 | Pts | J  | G  | N | P  | Bp | Bc | Diff |
| ---- | ---------------------- | --- | -- | -- | - | -- | -- | -- | ---- |
| 1    | SC Sélestat            | 22  | 14 | 10 | 2 | 2  |    |    |      |
| 2    | Red Star CS Strasbourg | 21  | 14 | 10 | 1 | 3  |    |    |      |
| 3    | AS Strasbourg          | 19  | 14 | 9  | 1 | 4  |    |    |      |
| 4    | FC Mulhouse (T)        | 17  | 14 | 8  | 1 | 5  |    |    |      |
| 5    | FC Bischwiller         | 15  | 14 | 7  | 1 | 6  |    |    |      |
| 6    | RC Strasbourg          | 12  | 14 | 5  | 2 | 7  |    |    |      |
| 7    | FC 1906 Strasbourg     | 4   | 14 | 2  | 0 | 12 |    |    |      |
| 8    | FC Lingolsheim         | 2   | 14 | 1  | 0 | 13 |    |    |      |

Légende
- Champion de DH Alsace 1921-1922

(T) : Tenant du titre

### Saison 1922-1923
Cette saison est la quatrième que le club dispute en Championnat d'Alsace de football. Sur les dix-huit rencontres disputées, le FC Mulhouse en gagne dix, en perd cinq, et fait trois matchs nuls. Il a un total de 23 points, soit quatre de moins que le champion, le RC Strasbourg.
En Coupe de France, le FCM est éliminé au stade des trente-deuxième de finale par le Racing Club de France, un grand club parisien, sur le score de trois buts à zéro.
| Rang | Équipe                 | Pts | J  | G  | N | P  | Bp | Bc | Diff |
| ---- | ---------------------- | --- | -- | -- | - | -- | -- | -- | ---- |
| 1    | RC Strasbourg          | 27  | 18 | 13 | 1 | 4  | 53 | 22 | +31  |
| 2    | FC Bischwiller         | 26  | 18 | 11 | 4 | 3  | 53 | 16 | +37  |
| 3    | FC Mulhouse            | 23  | 18 | 10 | 3 | 5  | 36 | 24 | +12  |
| 4    | Red Star CS Strasbourg | 23  | 18 | 10 | 3 | 5  | 47 | 31 | +16  |
| 5    | SC Sélestat (T)        | 23  | 18 | 9  | 5 | 4  | 36 | 28 | +8   |
| 6    | AS Strasbourg          | 15  | 18 | 5  | 5 | 8  | 52 | 20 | +32  |
| 7    | FC Haguenau            | 15  | 18 | 6  | 3 | 9  | 17 | 33 | -16  |
| 8    | AS Mulhouse            | 14  | 18 | 5  | 4 | 9  | 16 | 23 | -7   |
| 9    | FC 1906 Strasbourg     | 11  | 18 | 3  | 5 | 10 | 24 | 33 | -9   |
| 10   | FC Lingolsheim         | 3   | 18 | 1  | 1 | 16 | 9  | 83 | -74  |

Légende
- Champion de DH Alsace 1922-1923
- Relégué en Excellence 1923-1924

(T) : Tenant du titre

### Saison 1923-1924
Cette saison est la cinquième que le club dispute en Championnat d'Alsace de football. Sur les dix-huit rencontres disputées, le FC Mulhouse en gagne huit, en perd neuf, et fait un seul match nul. Il a un total de 17 points, soit douze de moins que le champion, le RC Strasbourg, mais onze de plus que le dernier, le FC Saint-Louis. Il termine donc dans le ventre mou du championnat, à la cinquième place.
En Coupe de France, le club affronte l'UL Moyeure Grande pour les trente-deuxième de finale. Lors de ce match joué le 16 décembre 1932 à Mulhouse, le FCM s'impose par deux buts à zéro. En seizième de finale, c'est un adversaire prestigieux qui reçoit le club haut-rhinois le 6 janvier 1924 : l'Olympique de Marseille. Mulhouse ne tient pas le choc et est éliminé sur le score de quatre buts à un.

### Saison 1926-1927
La saison 1926-1927 du Football Club de Mulhouse 1893 voit le club impliqué dans deux compétitions distinctes: le Championnat d'Alsace de football, auquel il participe pour la huitième fois, et la Coupe de France de football, à laquelle il participe pour la septième fois.
Le championnat régional se déroule en deux étapes. La première voit les clubs s'affronter dans deux poules distinctes, chacune composée de sept clubs. Le FC Mulhouse est affecté au groupe B, dont il finit champion avec un point d'avance sur son dauphin : le RC Strasbourg. Sur les douze rencontres disputées, il en a gagné neuf, perdu une seule, et fait deux matches nuls. En tout, il a engrangé 20 points et marqué 42 buts. Dans un deuxième temps, les deux premiers de chaque groupes s'affrontent dans une poule finale de quatre clubs. Alors que Mulhouse, en tant que champion du championnat, est favori, il termine dernier de ce mini-championnat de fin de saison et c'est le Racing Club de Strasbourg qui décroche le titre.
| Rang | Équipe                    | Pts | J  | G | N | P | Bp | Bc | Diff |
| ---- | ------------------------- | --- | -- | - | - | - | -- | -- | ---- |
| 1    | FC Mulhouse               | 20  | 12 | 9 | 2 | 1 | 42 | 15 | +27  |
| 2    | RC Strasbourg             | 19  | 12 | 8 | 3 | 1 | 29 | 9  | +20  |
| 3    | Red Star CS Strasbourg    | 15  | 12 | 6 | 3 | 3 | 45 | 24 | +21  |
| 4    | FC Saint-Louis            | 12  | 12 | 6 | 0 | 6 | 30 | 38 | -8   |
| 5    | SC Sélestat               | 7   | 12 | 3 | 1 | 8 | 15 | 24 | -9   |
| 6    | SR Colmar                 | 6   | 12 | 3 | 0 | 9 | 22 | 49 | -27  |
| 7    | FA Illkirch-Graffenstaden | 5   | 12 | 2 | 1 | 9 | 23 | 47 | -24  |

Groupe B

Légende
- Qualification pour la poule finale

| Rang | Équipe            | Pts | J | G | N | P | Bp | Bc | Diff |
| ---- | ----------------- | --- | - | - | - | - | -- | -- | ---- |
| 1    | RC Strasbourg     | 9   | 6 | 3 | 3 | 0 | 10 | 6  | +4   |
| 2    | FC Bischwiller    | 8   | 6 | 3 | 2 | 1 | 16 | 8  | +8   |
| 3    | AS Strasbourg (T) | 4   | 6 | 1 | 2 | 3 | 14 | 4  | +10  |
| 4    | FC Mulhouse       | 3   | 6 | 1 | 1 | 4 | 16 | 3  | +13  |

Poule finale

Légende
- Qualification pour le CFA 1926-1927
- Tenant du titre

En coupe de France de football 1926-1927, le FC Mulhouse est éliminé dès les trente-deuxième de finale par le FEC Levallois, lors d'une rencontre disputée le 5 décembre 1926 à Paris

### Saison 1927-1928
Le club termine champion de DH Alsace.
En coupe de France, le club mulhousien réalise son plus beau parcours en 1927-1928. Il élimine au stade des trente-deuxième de finale l'AC Arles, puis en seizième l'AS Cannes (DH Sud-Est), le FC Rouen (DH Normandie) en huitième, le Stade raphaëlois (DH Sud-Est) en quart-de-finale, avant d'être éliminé par le CA Paris (DH Paris) sur le lourd score de 5-0. Le club n'atteint plus jamais les demi-finales de la compétition.

### Saison 1928-1929
Lors de la saison 1928-1929, le FC Mulhouse termine champion de la poule unique de DH Alsace alors en place, et réalise pour la première fois l'exploit d'enchaîner deux titres d'affilée.
| Rang | Équipe                    | Pts | J  | G  | N | P  | Bp | Bc | Diff |
| ---- | ------------------------- | --- | -- | -- | - | -- | -- | -- | ---- |
| 1    | FC Mulhouse (T)           | 27  | 14 | 13 | 1 | 0  | 67 | 15 | +52  |
| 2    | AS Strasbourg             | 22  | 14 | 10 | 2 | 2  | 73 | 18 | +55  |
| 3    | FC Bischwiller            | 17  | 14 | 8  | 1 | 5  | 35 | 34 | +1   |
| 4    | RC Strasbourg             | 13  | 14 | 6  | 1 | 7  | 36 | 35 | +1   |
| 5    | FC Haguenau               | 12  | 14 | 5  | 2 | 7  | 22 | 37 | -15  |
| 6    | Red Star Strasbourg       | 11  | 14 | 5  | 1 | 8  | 22 | 38 | -16  |
| 7    | FA Illkirch-Graffenstaden | 9   | 14 | 4  | 1 | 9  | 35 | 60 | -25  |
| 8    | SS Mulhouse-Dornach       | 1   | 14 | 0  | 1 | 13 | 21 | 74 | -53  |

Légende
- Champion de DH Alsace 1928-1929
- Relégué en Promotion d'Honneur 1928-1929

(T) : Tenant du titre

## Période 1940-1944

### Saison 1940-1941
Lors sa première saison, la Gauliga Elsass compte deux groupes de huit équipes. Le FC Mulhouse, dont le nom fut germanisé en FC Mülhausen 93, termine premier du groupe de Haute-Alsace, avec un total de 24 points engrangés sur les quatorze journées de championnat. Il a également marqué 70 buts, alors qu'il n'en a encaissé que 15. Le club affronte alors le premier du groupe de Basse-Alsace : le RC Strasbourg, dont le nom fut germanisé en Rasensportclub Strassburg, lors de deux matchs de finale, joués en aller et en retour,.
Le FC Mülhausen 93 remporte le titre en gagnant le match aller à domicile face au Rasen SC Straßburg sur le score de 3-1 et en ne s'inclinant que 2-1 au match retour à Strasbourg.
En tant que champion de la Gauliga Elsass 1940-1941, le FC Mülhausen 93 disputa le championnat d'Allemagne de football 1940-1941 mais fut éliminé dès le premier tour, dans les phases de groupes (groupe 3), avec un match nul et cinq défaites et neuf buts inscrits contre vingt-huit encaissés.
En coupe d'Allemagne de football, le club entre en lice au premier tour, joué le 8 juillet 1941, où il bat le 1. FC Rheinfelden par deux buts à zéro. Le deuxième tour a lieu le 3 août 1941, et voit le FCM se faire éliminer par les Stuttgarter Kickers, à domicile, sur le lourd score de 0-4.
| Rang | Équipe          | Pts | J  | G  | N  | P  | Bp | Bc | Diff |
| ---- | --------------- | --- | -- | -- | -- | -- | -- | -- | ---- |
| 1    | FC Mülhausen 93 | 24  | 14 | nc | nc | nc | 70 | 15 | +55  |
| 2    | SpVgg Kolmar    | 21  | 14 | nc | nc | nc | 66 | 15 | +51  |
| 3    | SV Wittenheim   | 18  | 14 | nc | nc | nc | 32 | 28 | +4   |
| 4    | FC Kolmar       | 17  | 14 | nc | nc | nc | 40 | 30 | +10  |
| 5    | ASV Mülhausen   | 14  | 14 | nc | nc | nc | 28 | 37 | -9   |
| 6    | SpVgg Dornach   | 8   | 14 | nc | nc | nc | 30 | 58 | -28  |
| 7    | SV Wittelsheim  | 8   | 14 | nc | nc | nc | 22 | 51 | -29  |
| 8    | FC St. Ludwig   | 2   | 14 | nc | nc | nc | 19 | 73 | -54  |

Légende
- Champion de Gauliga, qualifié pour le championnat national
- Relégués en Bezirksliga 1941-1942

### Saison 1941-1942
La saison 1941-1942 est la deuxième que le FC Mülhausen 93 dispute en Gauliga Elsass. Pour cette saison, il termine quatrième, avec onze points de moins que le SG SS Straßburg, qui termine champion, mais tout de même vingt-cinq points de plus que le SV Wittenheim, onzième au classement, et dernier de la poule. En outre, les Mulhousiens ont marqué 55 buts, et en ont encaissé 38.
En coupe d'Allemagne de football, après avoir participé à la phase de poules au cours de laquelle il a été affecté au Gaugruppe Baden-Würtemberg-Elsass, le FC Mülhausen 93 affronte au premier tour son voisin du Rasen SC Straßburg. Lors de ce match joué le 19 juillet 1942, bien que le RSC Straßburg réalisa une meilleure saison, c'est le FCM qui parvient à s'imposer à domicile, sur le score de 2-1. Par contre, au deuxième tour, les Mulhousiens sont éliminés à domicile comme en 1941 par un club stuttgartois, le Vfb Stuttgart, sur le score de 0-2.
| Rang | Équipe             | Pts | J  | G  | N  | P  | Bp | Bc | Diff |
| ---- | ------------------ | --- | -- | -- | -- | -- | -- | -- | ---- |
| 1    | SG SS Straßburg    | 40  | 22 | nc | nc | nc | 70 | 20 | +50  |
| 2    | Rasen SC Straßburg | 38  | 22 | nc | nc | nc | 78 | 20 | +58  |
| 3    | SpVgg Kolmar       | 30  | 22 | nc | nc | nc | 65 | 26 | +39  |
| 4    | FC Mülhausen 93    | 29  | 22 | nc | nc | nc | 55 | 38 | +17  |
| 5    | SC Schiltigheim    | 24  | 22 | nc | nc | nc | 46 | 41 | +5   |
| 6    | FK Mars Bischheim  | 23  | 22 | nc | nc | nc | 43 | 35 | +8   |
| 7    | FC Hagenau         | 20  | 22 | nc | nc | nc | 29 | 58 | -29  |
| 8    | FC Kolmar          | 18  | 22 | nc | nc | nc | 40 | 58 | -18  |
| 9    | TuS Schweighausen  | 14  | 22 | nc | nc | nc | 31 | 44 | -13  |
| 10   | FC Stern Mülhausen | 14  | 22 | nc | nc | nc | 36 | 58 | -22  |
| 12   | ASV Mülhausen      | 10  | 22 | nc | nc | nc | 32 | 79 | -47  |
| 11   | SV Wittenheim      | 4   | 22 | nc | nc | nc | 18 | 66 | -48  |

Légende
- Champion de Gauliga, qualifié pour le championnat national
- Finaliste de Gauliga
- Relégués en Bezirksliga 1942-1943

### Saison 1942-1943
La saison 1942-1943 est la troisième que le FC Mülhausen 93 dispute en Gauliga Elsass. Le club termine premier du championnat, avec 31 points, soit autant que le deuxième, le Rasen SC Straßburg. Le classement ne se fait qu'à la différence de buts. En effet, alors que Mulhouse a encaissé deux buts de plus que le RSC Strasbourg, il a marqué douze buts de plus, et a donc une différence de buts de +57 contre +47 pour son rival bas-rhinois.
En tant que champion de la Gauliga Elsass 1942-1943, le FC Mülhausen 93 disputa le championnat d'Allemagne de football 1942-1943, mais il est humilié 5-1 par le futur finaliste FV Saarbrücken au premier tour.
C'est en tant que Gaupokalsieger que le FC Mülhausen 93 se qualifie pour la Coupe d'Allemagne de football. Dès le premier tour, équivalent des seizième de finale, le club alsacien est éliminé par le VfR Mannheim sur le score de 4-1.
| Rang | Équipe             | Pts | J  | G  | N  | P  | Bp | Bc | Diff |
| ---- | ------------------ | --- | -- | -- | -- | -- | -- | -- | ---- |
| 1    | FC Mülhausen 93    | 31  | 18 | nc | nc | nc | 66 | 9  | +57  |
| 2    | Rasen SC Straßburg | 31  | 18 | nc | nc | nc | 54 | 7  | +47  |
| 3    | SG SS Straßburg    | 28  | 18 | nc | nc | nc | 65 | 14 | +51  |
| 4    | SpVgg Kolmar       | 23  | 18 | nc | nc | nc | 35 | 26 | +9   |
| 5    | SC Schiltigheim    | 13  | 18 | nc | nc | nc | 36 | 56 | -20  |
| 6    | FC Hagenau         | 13  | 18 | nc | nc | nc | 33 | 56 | -23  |
| 7    | SC Schlettstadt 06 | 13  | 18 | nc | nc | nc | 30 | 58 | -28  |
| 8    | FC Kolmar          | 10  | 18 | nc | nc | nc | 19 | 60 | -41  |
| 9    | FV Walk            | 9   | 18 | nc | nc | nc | 32 | 56 | -24  |
| 10   | FK Mars Bischheim  | 9   | 18 | nc | nc | nc | 22 | 50 | -28  |

Légende
- Champion de Gauliga, qualifié pour le championnat national
- Finaliste de Gauliga
- Relégués en Bezirksliga 1943-1944

### Saison 1943-1944
La saison 1943-1944 est la quatrième que le FC 1893 Mülhausen dispute en Gauliga Elsass. Avec ses buteurs internationaux allemands Edmund Conen et August Klingler, il confirme son titre en avec onze points d'avance sur la SG SS Strasbourg.
En championnat d'Allemagne de football, le 16 avril 1944, les Mulhousiens, avec probablement la meilleure équipe de leur histoire, défient les Kickers Offenbach au stade de Bourtzwiller. Ce 1/16e de finale de championnat d'Allemagne est d'une intensité extraordinaire. Les Alsaciens ne se laissent pas impressionner. 3-2 pour Mulhouse à la mi-temps. Les Allemands obtiennent un penalty pour revenir à égalité. René Heitz, 18 ans, gardien du FC Mulhouse, va chercher la lourde frappe dans la lucarne... avant que Eugène Hartmann n'achève Offenbach à la suite d'un phénoménal travail de Klingler. 4-2. En 1/8e de finale, le 7 mai 1944 Mulhouse retrouve Sarrebruck. Après une partie épique, Mulhouse est finalement éliminée 5-3 en Sarre.
| Rang | Équipe             | Pts | J  | G  | N  | P  | Bp  | Bc | Diff |
| ---- | ------------------ | --- | -- | -- | -- | -- | --- | -- | ---- |
| 1    | FC Mülhausen 93    | 35  | 18 | nc | nc | nc | 113 | 10 | +103 |
| 2    | SG SS Straßburg    | 24  | 18 | nc | nc | nc | 61  | 36 | +25  |
| 3    | FC Hüningen        | 24  | 18 | nc | nc | nc | 51  | 33 | +18  |
| 4    | SpVgg Kolmar       | 22  | 18 | nc | nc | nc | 45  | 26 | +19  |
| 5    | FC Hagenau         | 18  | 18 | nc | nc | nc | 31  | 46 | -15  |
| 6    | Rasen SC Straßburg | 17  | 18 | nc | nc | nc | 25  | 36 | -11  |
| 7    | FC Kolmar          | 13  | 18 | nc | nc | nc | 25  | 42 | -17  |
| 8    | SC Schiltigheim    | 13  | 18 | nc | nc | nc | 36  | 56 | -20  |
| 9    | TuS Schweighausen  | 13  | 18 | nc | nc | nc | 19  | 59 | -40  |
| 10   | SC Schlettstadt 06 | 6   | 18 | nc | nc | nc | 17  | 62 | -45  |

Légende
- Champion de Gauliga, qualifié pour le championnat national
- Finaliste de Gauliga
- Relégués en Bezirksliga 1944-1945

## Période 1946-1980

### Saison 1946-1947
Après avoir terminé 14e et dernier de son groupe de Division 2, le FCM, qui a abandonné le statut professionnel, repart en DH. Il termine champion du Haut-Rhin, et lors de la finale disputée contre les amateurs du RC Strasbourg, devant 5 500 spectateurs, s'impose par un but à zéro et se qualifie pour la finale du Championnat de France amateur de football.
En CFA, le club réalise des performances honorables, en étant vainqueur du FC Annecy par deux buts à un, de l'US Le Vésinet par trois buts à un, du Stade Olympique de Merlebach par deux buts à un, et du Stade de Reims II sur tapis vert. Il lui suffit de gagner à La Ciotat pour être champion de France. Mais une grève SNCF retarde les joueurs, et lors de leur arrivée, aucun arbitre officiel n'est là. Un match amical est alors disputé par les deux équipes, et le FCM perd. En l'absence d'autres résultats, la Fédération française de football homologue ce match, et c'est donc le FC Gueugnon qui est sacré.
Parmi les joueurs de l'équipe-type, on compte Heitz, Pflieger, Beltzung, Eugène Hartmann, Metz, Ceccarelli, Welter, Sengelen, Hébinger, Schlotter, Uhlmann.

### Saison 1947-1948
La saison 1947-1948 est disputée en Division d'Honneur, dont le club termine deuxième, derrière la réserve du RC Strasbourg. Il est ainsi aspiré en CFA. En outre, en 22 rencontres jouées, le FCM a récolté 33 points, soit trois de moins que le champion. Il a la meilleure attaque, avec 58 buts marqués, mais en a encaissé 28, ce qui fait qu'il a une différence de +30 quand la réserve du RC Strasbourg en a une de +37.
En coupe de France, le club n'atteint pas les 32e de finale.
| Rang | Équipe                  | Pts | J  | G  | N  | P  | Bp | Bc | Diff |
| ---- | ----------------------- | --- | -- | -- | -- | -- | -- | -- | ---- |
| 1    | RC Strasbourg II        | 36  | 22 | nc | nc | nc | 55 | 18 | +37  |
| 2    | FC Mulhouse (T)         | 33  | 22 | nc | nc | nc | 58 | 28 | +30  |
| 3    | FC Colmar               | 25  | 22 | nc | nc | nc | 34 | 33 | +1   |
| 4    | Red Star Strasbourg     | 23  | 22 | nc | nc | nc | 33 | 26 | +7   |
| 5    | FC Saint-Louis          | 22  | 22 | nc | nc | nc | 36 | 32 | +4   |
| 6    | SS Dornach Mulhouse     | 22  | 22 | nc | nc | nc | 35 | 30 | +5   |
| 7    | SC Schiltigheim         | 22  | 22 | nc | nc | nc | 42 | 55 | -13  |
| 8    | FC Strasbourg Koenig 06 | 21  | 22 | nc | nc | nc | 41 | 38 | +3   |
| 9    | AS Strasbourg           | 20  | 22 | nc | nc | nc | 27 | 35 | -8   |
| 10   | AS Mulhouse             | 18  | 22 | nc | nc | nc | 30 | 46 | -16  |
| 11   | CS Mars Bischheim       | 11  | 22 | nc | nc | nc | 26 | 47 | -21  |
| 12   | US Wittenheim           | 11  | 22 | nc | nc | nc | 32 | 57 | -25  |

Légende
- Promus en CFA 1948-1949
- Relégué en Promotion d'Honneur 1948-1949

(T) : Tenant du titre

### Saison 1963-1964
Pour cette saison, le club évolue en Championnat de France amateur de football 1963-1964, en compagnie de six clubs alsaciens. Après avoir mené une saison remarquable, le club termine finalement deuxième de son groupe, derrière l'AS Mulhouse, avec un total de 28 points obtenus en vingt-deux rencontres, dont dix victoires, huit nuls et quatre défaites. En outre, il n'a que quatre points de moins que le premier, mais le club prend sa revanche en Coupe d'Alsace de football, qu'il remporte cette année-là face à ce même adversaire. En championnat, il a marqué 36 buts et en a encaissé 25 : il a une différence de buts deux fois plus petite que celle de l'AS Mulhouse.
Dans son effectif, on retrouve Eugène Battmann comme gardien pour la deuxième saison consécutive, mais aussi Roger Gully et Michal Habera.
| Rang | Équipe             | Pts | J  | G  | N | P  | Bp | Bc | Diff |
| ---- | ------------------ | --- | -- | -- | - | -- | -- | -- | ---- |
| 1    | AS Mulhouse        | 32  | 22 | 13 | 6 | 3  | 46 | 24 | +22  |
| 2    | FC Mulhouse (T)    | 28  | 22 | 10 | 8 | 4  | 36 | 25 | +11  |
| 3    | FC Sochaux II      | 25  | 22 | 8  | 9 | 5  | 39 | 26 | +13  |
| 4    | JS Audun-le-Tiche  | 24  | 22 | 8  | 8 | 6  | 26 | 23 | +3   |
| 5    | ASCA Wittelsheim   | 22  | 22 | 8  | 6 | 8  | 31 | 34 | -3   |
| 6    | AS Strasbourg      | 21  | 22 | 7  | 7 | 8  | 36 | 32 | +4   |
| 7    | FC Nancy II        | 21  | 22 | 10 | 1 | 11 | 31 | 38 | -7   |
| 8    | ASP Belfort        | 21  | 22 | 7  | 7 | 8  | 30 | 35 | -5   |
| 9    | UL Moyeuvre-Grande | 21  | 22 | 8  | 5 | 9  | 33 | 37 | -4   |
| 10   | AS Mutzig          | 20  | 22 | 7  | 6 | 9  | 28 | 23 | +5   |
| 11   | RC Strasbourg II   | 19  | 22 | 7  | 5 | 10 | 31 | 35 | -4   |
| 12   | SR Colmar          | 10  | 22 | 2  | 6 | 14 | 20 | 55 | -35  |

Légende
- Champion de CFA Est
- Relégué en Division d'Honneur
- Cessation d'activité

(T) : Tenant du titre
En Coupe de France de football 1963-1964, le club élimine d'abord au sixième tour le club de Creutzwald sur le score de deux buts à zéro. En 32e de finale, c'est l'US Blanzy-Montceau, un club de Division d'Honneur bourguignonne, qui est écarté sur le score de trois buts à un lors d'un match joué à Gueugnon le 12 janvier 1964. L'aventure s'arrête en seizième de finale, lorsque le FC Mulhouse affronte à Strasbourg les professionnels du FC Nancy, alors en Division 2, et est défait par deux buts à un.

### Saison 1970-1971
La saison 1970-1971 du club est la première que le FC Mulhouse passe en Division 2 depuis 1946. Ils terminent 8e du groupe A. Au mercato, le Luxembourgeois Ady Schmit et le sochalien Daniel Kloetty, ainsi que le strasbourgeois Dany Guérard arrivent. En championnat, bien que le FCM ne termine que huitième, il réalise quelques coups d'éclat. L'entraîneur est Léon Deladerrière.
En coupe de France de football, le club ne parvient pas à se distinguer.
Groupe A
| Classement | Club                                     | Joués | V  | N  | D  | bp:bc | +/- | Points |
| ---------- | ---------------------------------------- | ----- | -- | -- | -- | ----- | --- | ------ |
| 1          | Lille OSC                                | 30    | 19 | 6  | 5  | 56-25 | +31 | 44     |
| 2          | ECAC Chaumont                            | 30    | 17 | 8  | 5  | 42-19 | +23 | 42     |
| 3          | RC Lens                                  | 30    | 18 | 5  | 7  | 51-34 | +17 | 41     |
| 4          | US Boulogne                              | 30    | 15 | 9  | 6  | 54-38 | +16 | 39     |
| 5          | Entente Fontainebleau                    | 30    | 9  | 14 | 7  | 43-31 | +12 | 32     |
| 6          | US Dunkerque                             | 30    | 11 | 10 | 9  | 42-36 | +6  | 32     |
| 7          | Racing Pierrots Strasbourg Meinau (res.) | 30    | 12 | 7  | 11 | 43-45 | -2  | 31     |
| 8          | FC Mulhouse                              | 30    | 9  | 11 | 10 | 32-37 | -5  | 29     |
| 9          | RCFC Besançon                            | 30    | 9  | 10 | 11 | 40-41 | -1  | 28     |
| 10         | Amiens SC                                | 30    | 9  | 10 | 11 | 39-50 | -11 | 28     |
| 11         | ES Troyes AC                             | 30    | 8  | 11 | 11 | 31-33 | -2  | 27     |
| 12         | RC Joinville                             | 30    | 9  | 9  | 12 | 33-51 | -18 | 27     |
| 13         | FC Sochaux (rés.)                        | 30    | 8  | 7  | 15 | 33-48 | -15 | 23     |
| 14         | AC Cambrai                               | 30    | 6  | 10 | 14 | 44-52 | -8  | 22     |
| 15         | AS Creil                                 | 30    | 8  | 5  | 17 | 32-47 | -15 | 21     |
| 16         | SO Merlebach                             | 30    | 2  | 10 | 18 | 27-57 | -30 | 14     |

### Saison 1971-1972
La saison 1971-1972 est la deuxième que le club dispute en D2 avec le statut amateur. Ils terminent 8e du groupe A.
Groupe A
| Classement | Club              | Joués | V  | N  | D  | bp:bc | +/- | Points |
| ---------- | ----------------- | ----- | -- | -- | -- | ----- | --- | ------ |
| 1          | CS Sedan-Ardennes | 30    | 22 | 4  | 4  | 85-21 | +64 | 48     |
| 2          | ES Troyes AC      | 30    | 17 | 8  | 5  | 42-19 | +23 | 42     |
| 3          | RC Lens           | 30    | 18 | 4  | 8  | 48-24 | +24 | 40     |
| 4          | FC Rouen          | 30    | 11 | 13 | 6  | 44-38 | +6  | 35     |
| 5          | US Boulogne       | 30    | 11 | 11 | 8  | 35-22 | +13 | 33     |
| 6          | SM Caen           | 30    | 12 | 9  | 9  | 32-36 | -4  | 33     |
| 7          | ECAC Chaumont     | 30    | 12 | 7  | 11 | 43-45 | -2  | 31     |
| 8          | FC Mulhouse       | 30    | 9  | 12 | 9  | 36-26 | +10 | 30     |
| 9          | US Dunkerque      | 30    | 9  | 9  | 12 | 41-35 | +6  | 27     |
| 10         | RCFC Besançon     | 30    | 11 | 5  | 14 | 37-39 | -2  | 27     |
| 11         | Amiens SC         | 30    | 10 | 6  | 14 | 34-56 | -22 | 26     |
| 12         | US Quevilly       | 30    | 8  | 9  | 13 | 34-49 | -15 | 25     |
| 13         | AC Cambrai        | 30    | 8  | 9  | 13 | 39-59 | -20 | 25     |
| 14         | AC Mouzon         | 30    | 6  | 11 | 13 | 45-54 | -9  | 23     |
| 15         | Évreux AC         | 30    | 5  | 9  | 16 | 30-49 | -19 | 19     |
| 16         | AS Creil          | 30    | 3  | 7  | 20 | 22-42 | -20 | 13     |

### Saison 1975-1976
Après six saisons en D2, le FC Mulhouse est relégué en D3. Il paye ses excès des années passées et doit faire une cure d'austérité.

### Saison 1976-1977
Malgré sa descente en D3 à la fin de la saison 1975-1976, le FC Mulhouse parvient à monter une belle équipe, qui termine quatrième. Le défi de la remontée immédiate n'est pas relevé.
Le club alsacien termine quatrième, derrière les SR Haguenau, qui montent en Division 2, et l'AS Beaune; le troisième étant la réserve du FC Sochaux-Montbéliard. Le FCM accuse un retard de 3 points sur le premier, mais est titulaire de la meilleure attaque, avec 58 buts marqués. Son bilan est en outre de 16 victoires, 6 nuls, et 8 défaites.
| Rang | Équipe               | Pts | J  | G  | N  | P  | Bp | Bc | Diff |
| ---- | -------------------- | --- | -- | -- | -- | -- | -- | -- | ---- |
| 1    | SR Haguenau          | 41  | 30 | 18 | 5  | 7  | 50 | 25 | +25  |
| 2    | AS Beaune            | 39  | 30 | 18 | 3  | 9  | 39 | 25 | +14  |
| 3    | FC Sochaux II        | 38  | 30 | 15 | 8  | 7  | 51 | 23 | +28  |
| 4    | FC Mulhouse          | 38  | 30 | 16 | 6  | 8  | 58 | 38 | +20  |
| 5    | FC Saint-Louis       | 33  | 30 | 14 | 5  | 11 | 34 | 34 | 0    |
| 6    | ASM Belfort          | 33  | 30 | 10 | 13 | 7  | 44 | 45 | -1   |
| 7    | CS Blénod            | 32  | 30 | 13 | 6  | 11 | 39 | 32 | +7   |
| 8    | RC Strasbourg II     | 32  | 30 | 9  | 14 | 7  | 30 | 28 | +2   |
| 9    | AS Talange           | 31  | 30 | 11 | 9  | 10 | 40 | 34 | +6   |
| 10   | FC Metz II           | 29  | 30 | 12 | 5  | 13 | 52 | 50 | +2   |
| 11   | AS Nancy-Lorraine II | 28  | 30 | 8  | 12 | 10 | 33 | 37 | -4   |
| 12   | CS Louhans-Cuiseaux  | 27  | 30 | 9  | 9  | 12 | 30 | 42 | -12  |
| 13   | CS Stiring-Wendel    | 26  | 30 | 9  | 8  | 13 | 44 | 45 | -1   |
| 14   | FC Masevaux          | 20  | 30 | 7  | 6  | 17 | 30 | 52 | -22  |
| 15   | CSO Amnéville        | 20  | 30 | 6  | 8  | 16 | 28 | 44 | -16  |
| 16   | CS Vittel            | 13  | 30 | 1  | 11 | 18 | 32 | 80 | -48  |

Légende
- Promu en Division 2 1977-1978
- Relégué en Division d'Honneur

### Saison 1977-1978
Cette saison est la deuxième que le FC Mulhouse passe dans le groupe Est du Championnat de France de football de Division 3. Il ambitionne cette fois la remontée en Division 2. C'est chose faite le 13 mai 1978 où, après une saison plutôt réussie, l'équipe est assurée de la montée. Le club Alsacien termine troisième derrière la réserve du RC Strasbourg et la réserve du FC Sochaux. Etant la première équipe non-réserve, elle accède à la Division 2. Son bilan est largement positif, avec 17 victoires, 5 nuls, et 8 défaites. En outre, avec 43 buts marqués et 35 encaissés, elle a une différence de buts de +8.
Le FCM compte alors dans ses rangs Jean-Marie Paluchiewicz, Jamin, ou Parrado.
| Rang | Équipe                        | Pts | J  | G  | N  | P  | Bp | Bc | Diff |
| ---- | ----------------------------- | --- | -- | -- | -- | -- | -- | -- | ---- |
| 1    | FC Sochaux II                 | 44  | 30 | 21 | 2  | 7  | 71 | 33 | +38  |
| 2    | RC Strasbourg II              | 40  | 30 | 17 | 6  | 7  | 47 | 20 | +27  |
| 3    | FC Mulhouse                   | 39  | 30 | 17 | 5  | 8  | 43 | 35 | +8   |
| 4    | AS Pierrots Vauban Strasbourg | 36  | 30 | 15 | 6  | 9  | 53 | 43 | +10  |
| 5    | Sportive thionvilloise        | 35  | 30 | 12 | 11 | 7  | 30 | 24 | +6   |
| 6    | FC Metz II                    | 34  | 30 | 14 | 6  | 10 | 42 | 30 | +12  |
| 7    | CS Blénod                     | 33  | 30 | 9  | 15 | 6  | 41 | 28 | +13  |
| 8    | US Tavaux-Damparis            | 33  | 30 | 13 | 7  | 10 | 47 | 38 | +9   |
| 9    | AS Nancy-Lorraine II          | 27  | 30 | 10 | 7  | 13 | 37 | 45 | -8   |
| 10   | AS Beaune                     | 26  | 30 | 9  | 8  | 13 | 31 | 45 | -14  |
| 11   | CS Sedan Ardennes             | 24  | 30 | 9  | 6  | 15 | 33 | 42 | -9   |
| 12   | ASM Belfort                   | 24  | 30 | 7  | 10 | 13 | 24 | 43 | -19  |
| 13   | US Baume-les-Dames            | 24  | 30 | 9  | 6  | 15 | 28 | 41 | -13  |
| 14   | CS Stiring-Wendel             | 23  | 30 | 8  | 7  | 15 | 35 | 46 | -11  |
| 15   | AS Talange                    | 21  | 30 | 7  | 7  | 16 | 36 | 57 | -21  |
| 16   | FC Saint-Louis                | 17  | 30 | 5  | 7  | 18 | 18 | 46 | -28  |

Légende
- Promu en Division 2 1978-1979
- Relégué en Division d'Honneur

### Saison 1979-1980
La saison 1979-1980 du club est la onzième disputée en Division 2 depuis 1937. En début de saison, le FCM recrute des joueurs de qualité, comme Jean-Pierre Adams, ou le malien Alou Bagayoko.

#### Parcours en championnat
En championnat, la saison commence par une victoire contre le Toulouse FC. Néanmoins, le club ne parvient plus à s'imposer, et à la 5e journée, il avait déjà chuté de la cinquième à la seizième place. A la huitième journée, après une défaite 3-0 face au FC Martigues, le club tombe à la 17e place,. À l'issue de la 11e journée, les Mulhousiens sont derniers, mais ils remontent à la 12e place après la 14e journée et une victoire 1-4 face à l'EDS Montluçon, et une autre 2-0 face à l'AS Cannes.
Néanmoins, l'embellie est de courte durée. À l'issue de la 18e journée, le club est à nouveau seizième, avec 14 points seulement. Après avoir oscillé entre la 15e et la 17e place, le FCM est à nouveau dernier à la 23e journée, après une défaite 4-2 contre le SC Toulon, un autre candidat au maintien. Le club remonte un peu au classement, puis retrouve cette place à l'issue de la 27e, puis des 29, 30, 31 et 32e journée. Une victoire 3-0 contre le FC Gueugnon ramène l'équipe à la 16e place, à un point du premier non-relégable.
Lors de l'ultime journée, le FCM gagne face au Toulouse FC, mais c'est également le cas de son concurrent, les SR Saint-Dié, qui soumettent l'AS Béziers en Lorraine.
Ainsi, le club termine 16e sur les dix-huit clubs engagés. Il est relégué en Division 3 avec le SC Toulon et l'Olympique d'Alès. En outre, en trente-quatre matchs, il en a remporté 8, perdu 15, et partagé les points à 11 reprises. Il a marqué 34 buts et en a encaissé 45, et a donc une différence de but de -11.
| Place | Club                  | Points | Joués | Victoires | Nuls | Défaites | Buts pour | Buts contre | Différence |
| ----- | --------------------- | ------ | ----- | --------- | ---- | -------- | --------- | ----------- | ---------- |
| 1     | AJ Auxerre            | 44     | 34    | 16        | 12   | 6        | 54        | 30          | +24        |
| 2     | Olympique avignonnais | 44     | 34    | 20        | 4    | 10       | 54        | 41          | +13        |
| 3     | AS Cannes             | 40     | 34    | 15        | 10   | 9        | 54        | 36          | +18        |
| 4     | CS Thonon             | 39     | 34    | 14        | 11   | 9        | 47        | 37          | +10        |
| 5     | FC Gueugnon           | 37     | 34    | 12        | 13   | 9        | 54        | 37          | +17        |
| 6     | Toulouse FC           | 37     | 34    | 14        | 9    | 11       | 47        | 34          | +13        |
| 7     | Paris FC              | 37     | 34    | 11        | 15   | 8        | 41        | 34          | +7         |
| 8     | Montpellier PSC       | 36     | 34    | 14        | 8    | 12       | 55        | 42          | +13        |
| 9     | AS Béziers            | 36     | 34    | 14        | 8    | 12       | 42        | 37          | +5         |
| 10    | FC Martigues          | 35     | 34    | 11        | 13   | 10       | 43        | 41          | +2         |
| 11    | Thionville FC         | 31     | 34    | 10        | 11   | 13       | 38        | 49          | -11        |
| 12    | EDS Montluçon         | 30     | 34    | 9         | 12   | 13       | 34        | 40          | -6         |
| 13    | Gazélec Ajaccio       | 30     | 34    | 9         | 12   | 13       | 36        | 56          | -20        |
| 14    | US Tavaux             | 29     | 34    | 11        | 7    | 16       | 38        | 54          | -16        |
| 15    | SR Saint-Dié          | 28     | 34    | 9         | 10   | 15       | 40        | 63          | -23        |
| 16    | FC Mulhouse           | 27     | 34    | 8         | 11   | 15       | 34        | 45          | -11        |
| 17    | SC Toulon             | 27     | 34    | 8         | 11   | 15       | 36        | 48          | -12        |
| 18    | Olympique d'Alès      | 25     | 34    | 8         | 9    | 17       | 37        | 60          | -23        |

#### Parcours en coupe
En coupe de France de football, le club bat Hirtzfelden sur le score de 3-2 au huitième tour, et se hisse ainsi jusqu'aux 32e de finale, où il croise l'ASPV Strasbourg, qu'il bat sur le score de 2-0. Pour les seizièmes de finale, le club est confronté au Montpellier PSC, qui le bat lors du match aller, et lors du match retour, sur les scores de 4-0 et 2-3. Le FCM est donc éliminé de la compétition.

## Depuis 1999

### Saison 1999-2000
Face à de très graves difficultés financières, le FC Mulhouse, dont le dernier exercice en Championnat de France de football National 1998-1999 avait été particulièrement décevant, avec une quinzième place sur dix-neuf, décide de déposer le bilan le 21 mai 1999. Ce dépôt de bilan est confirmé au tribunal de commerce le 26 mai 1999. Le club est alors intégré au Championnat de France amateur de football, c'est-à-dire le quatrième échelon footballistique français.
Pour sa première saison à ce niveau, les mulhousiens réalisent un bilan plutôt mitigé, et finissent dixième sur dix-huit du Groupe A. En outre, sur les trente-quatre rencontres disputées, il en a gagné onze, perdu onze également, et partagé les points à douze reprises. Il a engrangé 79 points, soit un de moins que le neuvième, l'équipe réserve de l'AS Nancy-Lorraine, et un de plus que l'Olympique Saint-Quentin, le onzième.
En Coupe de France de football 1999-2000, le club de l'entraineur Bruno Scipion et de Francis Daverio est éliminé aux tirs au but au stade du huitième tour, face au voisin du SC Schiltigheim. En effet, après s'être neutralisés deux buts partout, ce sont les Bas-rhinois qui parviennent à se qualifier.

### Saison 2003-2004
Cette saison voit le club disputer sa cinquième saison consécutive en Championnat de France amateur de football. En début de saison, le club recrute une dizaine de joueurs « prêts à travailler ». Terminant seizième de son groupe de CFA, le FC Mulhouse est relégué en CFA 2 à l'issue de la saison, et pour la première fois de son histoire.

#### Parcours en championnat
En janvier 2004, le FC Mulhouse réalise une mauvaise affaire en perdant 4-1 face au RC Strasbourg II. Le président Pilippe Rauch est chahuté par les supporters et quitte le stade à la mi-temps.
Malgré la découverte d'un déficit de 76 000 €, l'objectif reste de finir dans les cinq premiers. Néanmoins, les départs de Guillaume Lovergne et d'Ademar compliquent cette tâche. En février et mars, l'équipe s'incline quatre fois, dont une fois 2-0 à Saint-Georges, qui le placent en position de relégable. Le 1er mars 2004, le capitaine Régis Kittler (en) décide de quitter le club. Le poste d'entraineur de Danelon est aussi menacé.
Le 13 mars 2004, le FCM gagne face à Saint-Priest. Le 17 avril 2004, l'équipe s'impose à nouveau face au SC Schiltigheim et pense avoir fait un grand pas vers le maintien. Face à Jura Sud Foot, les Fécémistes, qui pouvaient assurer le maintien, ne réalisent qu'un nul 3-3. Il en est de même face à la réserve du RC Strasbourg, mais l'équipe s'incline 1-2. Le 22 mai 2004, une défaite face au Vesoul HSF condamne le club au CFA 2, pour la première fois de son histoire.

#### Parcours en coupe
Paradoxalement, en Coupe de France de football 2003-2004, le club réalise un très bon parcours, atteignant les trente-deuxième de finale pour la première fois depuis le dépôt de bilan.
Après s'être imposé à Tahiti au 7e tour, le FCM accueille Geispolsheim pour le compte du 8e le 13 décembre 2003. Ce match, marqué par l'expulsion de Benaïssa en première période, voit notamment le président Rauch limoger ce joueur. Le FC Mulhouse se qualifie sur le fil. Au stade des 32e, les Fécémistes accueillent Montpellier HSC (Ligue 1). Devant à peine 2 000 spectateurs, l'équipe s'incline 0-2 et est éliminée de la coupe.

### Saison 2004-2005
Le FCM dispute le CFA 2 pour remonter en CFA. Après un superbe parcours en coupe de France jusqu'en 32e de finale (battu par Caen devant 8 000 spectateurs au stade de l'Ill), sous la direction de l'entraîneur Damien Ott, l'équipe, invaincue de la 19e à la dernière journée, se classe 2e (90 points) derrière l'équipe réserve de Dijon (93 points). C'est alors la montée, chose que le club n'avait plus connu depuis celle de 1989 en 1re division professionnelle.

### Saison 2006-2007
L'objectif du FC Mulhouse est la montée en National. La saison ne se déroule pas comme prévu et malgré un bon début de saison, les Mulhousiens n'assurent leur maintien que lors des dernières journées du championnat.
Durant l'intersaison, si le club assiste au retour de son ancien joueur (du temps où le FCM évoluait en deuxième division) Frédéric Garny, il perd surtout de nombreux joueurs majeurs (Moritz et Matuzik à Colmar, et surtout Saghir et Benali à l'ASIM), ce qui laisse présager des difficultés pour 2007-2008.

### Saison 2008-2009
La saison 2008-2009 est celle où le FC Mulhouse se rapproche le plus de son objectif de remontée en Championnat de France de football National. En effet, il termine troisième du groupe A de CFA, avec un bilan de dix-huit victoires, huit nuls, et huit défaites. Il a engrangé 95 points. En outre, il a marqué 46 buts et en a encaissé 32. Ainsi, il a une différence de buts positive de +14.
Cette saison commence par quelques matchs amicaux, dont un contre le SAS Épinal, alors en CFA 2, qui se solde par un résultat vierge de but des deux côtés.
Rien ne laissait augurer que cette saison serait aussi bonne pour le club. En effet, elle commence le 9 août 2008 par une défaite à domicile par trois buts à zéro face au club de Sainte-Geneviève Sports. Cependant, cet échec est compensé par une série de trois victoires, contre Noisy, Auxerre II, et Vesoul. Cette série ne dure pas et est suivie par deux défaites, à domicile contre le Besançon RC, par un but à zéro, et à l'extérieur face à Metz II, par deux buts à zéro. Il s'ensuit cependant une série de dix matchs sans défaites : cinq victoires et cinq matchs nuls, série qui se termine le 20 février 2009 par une défaite à l'extérieur face au Besançon RC, sur le score d'un but à zéro, but marqué par le bisontin Julien Perrin. Durant les onze journées suivantes, le club alterne entre cinq victoires, quatre défaite et deux matches nuls, avec notamment une réussite deux buts à zéro lors du derby du Haut-Rhin, face au voisin des SR Colmar, grâce à un doublé de Thomas Régnier. La fin de la saison se fait d'une manière très satisfaisante, avec une victoire lors du match-retour à Colmar, un dernier match nul face à l'Union Sportive Moissy Cramayel, puis un final en apothéose avec une série de quatre victoires consécutives.
Par opposition, en Coupe de France, le club ne brille pas et est éliminé avant le septième tour.

### Saison 2009-2010
La saison 2009-2010 du FC Mulhouse voit le club évoluer en championnat de France amateur de football, où il avait été affecté au groupe B, et en Coupe de France de football 2009-2010.
Pendant l'été, le club s'agite sur le marché des transferts et l'entraîneur Albert Falette fait passer des essais à une pléthore de joueurs, notamment dans le but de remplacer le buteur Thomas Régnier, parti à Reims. Les candidats à la signature se succèdent et le recrutement du FC Mulhouse marque les esprits notamment par la signature de joueurs-clés provenant de clubs en concurrence pour la montée en National (Mini Balogou des SR Colmar, Mustapha Louhkiar et Anthony Castillo du BRC, entre autres).

#### Parcours en championnat
Le championnat commence devant 700 spectateurs par une défaite par trois buts à un face à l'Association Sportive Marck Football, un promu. Le club arrive néanmoins à se reprendre en réalisant une série satisfaisante de deux matchs nuls et trois victoires. Malheureusement, cette série verte et suivie par une longue série rouge de six défaites, un match nul, et aucune victoire. On notera la défaite quatre buts à un obtenue à domicile face à l'US Raon l'Étape, devant 600 spectateurs. L'équipe peine en ce début de saison et le nombre trop élevé de transferts est mis en cause : la mayonnaise ne prend pas et le départ de Thomas Régnier se fait cruellement sentir. Plus que le début de saison, c'est toute la première moitié de championnat qui est catastrophique. De la journée 14 à la journée 27, le club alterne entre victoire, défaite et matchs nuls, sans parvenir à réaliser une série de plus d'une victoire d'affilée. Cette partie de la saison est suivie par deux défaites à l'extérieur, l'une face aux SR Colmar, deux buts à zéro, l'autre face à l'UJA Alfortville, un but à zéro. De la journée 29 à la journée 34, le club réalise un bilan satisfaisant: trois victoires, deux matchs nuls, deux défaites. Malgré une dernière victoire pour le compte d'un match en retard de la 23e journée face à Lens II, la fin de saison est catastrophique: trois défaites en trois matchs.
Ainsi, la deuxième partie de saison est bien meilleure et l'équipe parvient à s'éloigner petit à petit de la zone rouge, se payant même le luxe d'aller battre le BRC 2-0 sur ses terres. Hélas, cette journée marque définitivement la rupture entre le président Alain Dreyfus et l'entraîneur Albert Falette. Une violente dispute entre les deux hommes nous apprend qu'Albert Falette ne sera plus au FCM la saison prochaine. Celui-ci prend malgré cela à cœur de terminer correctement son travail et son équipe enregistre 3 victoires et 1 match nul dans les 8 dernières rencontres, assurant ainsi le maintien en CFA.
Le club termine quatorzième bien loin des ambitions affichées depuis 2 ans. C'est son voisin des SR Colmar qui accède au National. En outre, il a gagné 12 fois, a perdu quinze fois, et a partagé les points à neuf reprises. Il a inscrit 41 buts, et en a encaissé 48: il a une différence de but négative égale à -7.

#### Parcours en coupe
Le club brille particulièrement en Coupe de France. Comme tous les clubs de CFA, il entre en lice au quatrième tour de la compétition, qui se déroule face au club d'Andolsheim, contre qui il gagne 0-2 le 4 octobre 2009 à 15 heures. Deux semaines plus tard, c'est Lutterbach qui est victime du FCM, éliminé sur le score de 8-2, et permettant ainsi à Mulhouse de rencontrer le FC Steinseltz au sixième tour, club de DH battu 4-1 à domicile le 1er novembre 2009.
Ainsi, le club se hisse sans problème jusqu'au septième tour, où il croise l'US Sarre-Union. Au bout de quatre-vingt-dix minutes, les deux clubs se tiennent par un but partout et à l'issue de la prolongation, le score est toujours nul, deux buts partout. Mulhouse se qualifie tout de même après les coups de pied au but. Au huitième tour, le FC Mulhouse croise le club de La Chapelle-Saint-Luc, qui évoluait en Division d'Honneur. Mulhouse s'impose sans problème par quatre buts à un, et se qualifie pour les trente-deuxième de finale, où il rencontre un club de promotion: l'US Marquette. Le match, joué à l'extérieur, voit les haut-rhinois prendre l'avantage par deux buts à un. En seizième de finale, les Mulhousiens sont finalement expulsés par l'En Avant Guingamp, club de Ligue 2, et futur champion de France, sur le score de un à zéro.

### Saison 2010-2011
La saison 2010-2011 est la douzième saison que le club passe en Championnat de France amateur de football. C'est également la sixième saison consécutive que le club passe à ce niveau. L'entraineur est pour la saison le français Laurent Croci et le président est Alain Dreyfus, pour la troisième année.
Le FCM est à nouveau ambitieux. La venue, entre autres, de Moukhlil, meilleur buteur et grand artisan la saison précédente, de la montée en national, du club voisin le SR Colmar semble confirmer l'espoir d'une grande saison. Hélas, comme la saison précédente, le club fera une saison bien éloignée de ses prétentions, en terminant à nouveau 12e. Tout à fait à l'image de cette décevante année: Thomas Régnier qui revint à Mulhouse au mercato d'hiver, fut bien loin du rendement de la saison 2008/09, en ne marquant qu'un seul but.
Comble du cocasse, le club connu une célébrité mondiale, bien involontaire, pour un coup franc raté (filmé par un supporter) lors du match à domicile contre CS Louhans-Cuiseaux le 5 février 2011. Ces images sont diffusées sur les réseaux de partage de vidéos avec, à ce jour, plusieurs millions de connexions.
En Coupe de France de football 2010-2011, le club entre en lice au quatrième tour, où il rencontre Munchhouse, un club d'Excellence battu 2-3 sur son terrain. Cette victoire ouvre les portes du cinquième tour, où le FCM affronte Biesheim, un club de DH, encore une fois battu sur son terreain 0-4. Au sixième tour, alors que le club se déplace dans l'antre de Bischheim Soleil (DH), le match est interrompu à la 80e minute alors que les Fécémistes mènent 0-2 pour jet de projectiles du public local. Malgré ces incidents, Mulhouse passe au septième tour, où il affronte le SC Schiltigheim, club qui évolue une division en dessous du FC Mulhouse. Alors que les deux équipes ne parviennent pas à se départager et finissent la rencontre avec un but partout, les Schilikois prennent l'avantage aux tirs au but (5-4) et éliminent le club haut-rhinois.

### Saison 2011-2012
La saison 2011-2012 est la treizième saison que le club passe en Championnat de France amateur de football. C'est également la septième saison consécutive que le club passe à ce niveau. L'entraineur est pour la saison le français Laurent Croci et le président est Alain Dreyfus, pour la quatrième année.
Cette saison commence le samedi 23 juillet 2011 par un match amical contre le Racing Club de Strasbourg, relégué de National 2010-2011, qui se solde par un match nul 1-1. Il est à noter que les Mulhousien ont évolué en jaune et bleu et non dans leur maillot régulier.

#### Parcours en championnat
En Championnat de France amateur de football, le FC Mulhouse perd son premier match, disputé contre le voisin de l'Union sportive raonnaise, sur le score de 1-0. Il se reprend néanmoins à la journée suivante, où il gagne son premier match à domicile : devant 400 spectateurs, les Mulhousiens dominent l'AS Lyon-Duchère. Cette victoire est suivie par une autre, contre Jura Sud Foot, battu 0-3 par les Fécémistes. Néanmoins, après un nul face à Villefranche-sur-Saône, cette bonne série est interrompue par une lourde défaite face à Sochaux II, par cinq buts à deux, défaite suivie par deux matches nuls, face à Metz II, et face à l'AS Moulins. La série sans victoire continue et voit le club perdre trois buts à zéro à domicile face au FC Bourg-Péronnas.
Le club met fin à une série de cinq matchs sans victoire en l'emportant à l'extérieur 3-0 face à Monts d'Or Azergues Foot. Après une journée sans match, le club réalise deux mauvaises affaires en perdant 2-0 face à Lyon II, et 1-2 face à l'AS Valence, mais se reprend rapidement en infligeant une lourde défaite à Nancy II. Le dernier match de l'année est perdu face à l'AS Yzeure.
Néanmoins, l'année 2012 commence plutôt bien pour les Fécémistes, qui remportent leur premier match, face au CSO Amnéville, sur le score de 3 buts à un. Lors du derby d'Alsace joué face à l'US Sarre-Union, les Mulhousiens s'imposent encore une fois, lors d'un match riche en but clos sur le score de 2-4 en faveur du FCM. Après une longue interruption, le FCM perd face à Belfort, puis s'impose à Villefranche. Face à Sochaux, les Mulhousiens, qui rêvaient de revanche, n'arrachent qu'un nul.
Mulhouse reste invaincu face à Metz II, battu 0-1 à domicile, et Moulins, qui tiens le nul. Cette série de cinq matchs sans défaite complétée par une victoire face au promu virtuel, le FC Bourg-Péronnas (1-0), permet au FCM de s'installer à la quatrième place. Malgré cet exploit, le FCM ne parvient plus à s'imposer, réalisant une impressionnante série de sept matchs nuls, contre Chasselay, Jura Sud Foot, l'AS Yzeure, et le CSO Amnéville, mais aussi contre le leader Lyon II, et deux bien-classés : Nancy II et l'AS Valence.
Le FCM retrouve enfin le chemin de la victoire lors du derby d'Alsace face à l'US Sarre-Union, battu 5-1. Cela conclut une série de 13 matchs sans défaite.
| Calendrier 2011-2012 du FC Mulhouse | Calendrier 2011-2012 du FC Mulhouse | Calendrier 2011-2012 du FC Mulhouse | Calendrier 2011-2012 du FC Mulhouse | Calendrier 2011-2012 du FC Mulhouse | Calendrier 2011-2012 du FC Mulhouse | Calendrier 2011-2012 du FC Mulhouse | Calendrier 2011-2012 du FC Mulhouse |
| Matches aller                       | Matches aller                       | Matches aller                       | Matches aller                       | Matches retour                      | Matches retour                      | Matches retour                      | Matches retour                      |
| J                                   | Date                                | Affiche                             | Score                               | J                                   | Date                                | Affiche                             | Score                               |
| ----------------------------------- | ----------------------------------- | ----------------------------------- | ----------------------------------- | ----------------------------------- | ----------------------------------- | ----------------------------------- | ----------------------------------- |
| J1                                  | 13 août 2011                        | Raon - FCM                          | 1-0                                 | J20                                 | 25 février 2012                     | Villef. - FCM                       | 1-2                                 |
| J2                                  | 20 août 2011                        | FCM - Lyon D.                       | 3-2                                 | J18                                 | 3 mars 2012                         | FCM - Sochaux                       | 1-1                                 |
| J3                                  | 28 août 2011                        | Jura S. - FCM                       | 0-3                                 | J22                                 | 11 mars 2012                        | Metz - FCM                          | 0-1                                 |
| J4                                  | 3 septembre 2011                    | FCM - Villef.                       | 1-1                                 | J23                                 | 17 mars 2012                        | FCM - Moulins                       | 0-0                                 |
| J5                                  | 10 septembre 2011                   | Sochaux - FCM                       | 5-2                                 | J24                                 | 24 mars 2012                        | Bourg-P. - FCM                      | 0-1                                 |
| J6                                  | 17 septembre 2011                   | FCM - Metz                          | 0-0                                 | J25                                 | 31 mars 2012                        | FCM - Mont d'Or                     | 1-1                                 |
| J7                                  | 24 septembre 2011                   | Moulins - FCM                       | 1-1                                 | J19                                 | 4 avril 2012                        | FCM - Jura S.                       | 0-0                                 |
| J8                                  | 8 octobre 2011                      | FCM - Bourg-P.                      | 0-3                                 | J26                                 | 7 avril 2012                        | exempt                              | -                                   |
| J9                                  | 23 octobre 2011                     | Mont d'Or - FCM                     | 0-3                                 | J27                                 | 13 avril 2012                       | FCM - OL                            | 2-2                                 |
| J10                                 | 5 novembre 2011                     | exempt                              | -                                   | J28                                 | 21 avril 2012                       | FCM - Valence                       | 0-0                                 |
| J11                                 | 12 novembre 2011                    | OL - FCM                            | 2-0                                 | J28                                 | 28 avril 2012                       | FCM - Nancy                         | 1-1                                 |
| J12                                 | 26 novembre 2011                    | FCM - Valence                       | 1-2                                 | J29                                 | 6 mai 2012                          | FCM - Yzeure                        | 1-1                                 |
| J13                                 | 3 décembre 2011                     | Nancy - FCM                         | 0-3                                 | J30                                 | 12 mai 2012                         | Amnéville - FCM                     | 3-3                                 |
| J14                                 | 17 décembre 2011                    | Yzeure - FCM                        | 1-0                                 | J31                                 | 19 mai 2012                         | FCM - Sarre-U.                      | 5-1                                 |
| J15                                 | 14 janvier 2012                     | FCM - Amnéville                     | 3-1                                 | J32                                 | 2012                                | -                                   | -                                   |
| J16                                 | 28 janvier 2012                     | Sarre-U. - FCM                      | 2-4                                 | J33                                 | 2012                                | Belfort - FCM                       | 4-1                                 |
| J17                                 | 22 février 2012                     | FCM - Belfort                       | 0-1                                 | J34                                 | 2012                                | FCM - Raon                          | 0-2                                 |

| Rang | Équipe                           | Pts | J  | G  | N | P  | Bp | Bc | Diff |
| ---- | -------------------------------- | --- | -- | -- | - | -- | -- | -- | ---- |
| 1    | Olympique lyonnais (Réserve)     | 47  | 14 | 10 | 3 | 1  | 33 | 11 | +22  |
| 2    | FC Bourg-Péronnas                | 40  | 13 | 8  | 3 | 2  | 26 | 11 | +15  |
| 3    | AS Lyon-Duchère                  | 40  | 14 | 7  | 5 | 2  | 24 | 12 | +12  |
| 4    | FC Metz (rés.)                   | 38  | 14 | 7  | 3 | 4  | 26 | 18 | +8   |
| 5    | AS Valence                       | 35  | 14 | 5  | 6 | 3  | 19 | 15 | +4   |
| 6    | FC Villefranche Beaujolais       | 35  | 15 | 5  | 5 | 5  | 15 | 30 | -15  |
| 7    | AS Moulins                       | 35  | 14 | 6  | 3 | 5  | 16 | 14 | +2   |
| 8    | FC Sochaux-Montbéliard (Réserve) | 33  | 14 | 5  | 4 | 5  | 24 | 19 | +5   |
| 9    | FC Mulhouse                      | 32  | 14 | 5  | 3 | 6  | 20 | 19 | +1   |
| 10   | US Sarre-Union                   | 32  | 14 | 5  | 3 | 6  | 13 | 21 | -8   |
| 11   | AS Nancy-Lorraine (Réserve)      | 31  | 13 | 5  | 3 | 5  | 13 | 20 | -7   |
| 12   | AS Yzeure                        | 31  | 14 | 4  | 5 | 5  | 16 | 16 | 0    |
| 13   | ASM Belfort                      | 30  | 14 | 4  | 4 | 6  | 18 | 18 | 0    |
| 14   | US Raon-l'Étape                  | 29  | 14 | 4  | 3 | 7  | 13 | 16 | -3   |
| 15   | CSO Amnéville                    | 27  | 13 | 3  | 5 | 5  | 21 | 21 | 0    |
| 16   | Monts d'Or Azergues Foot         | 22  | 14 | 2  | 2 | 10 | 3  | 24 | -21  |
| 17   | Jura Sud Foot                    | 22  | 14 | 2  | 2 | 10 | 14 | 29 | -15  |

#### Parcours en coupes

##### Coupe de France
Le FC Mulhouse participe à la Coupe de France de football 2011-2012, où il entre en lice au 4e tour, lors d'un derby de la région mulhousienne à Illzach (CFA 2). Le match est gagné deux buts à un. Le 5e tour oppose Mulhouse à Hirtzbach, un club de Division d'Honneur. Lors d'une rencontre gérée par les Mulhousiens, la qualification se fait sans difficulté majeure, sur le score de 1-3.
Le sixième tour est plus compliqué, et voit les voisins du FC Anatolie Mulhouse (Promotion d'Honneur) pousser les Fécémistes aux tirs au but, alors que les deux clubs ont chacun marqué un but, dont un pénalty pour le FCAM. C'est finalement les pensionnaires de CFA qui s'imposent. Au septième tour, face à Belfort Sud, un club de CFA 2, Mulhouse peine mais s'impose finalement 1-0 lors des prolongations. Au huitième tour, à nouveau, le FCM se voit contraint de passer par les prolongations et enfin les tirs au but pour se qualifier face au FC Beaune, pensionnaire de division d'honneur qui lui résistait 2-2 jusque-là.
En 32e de finale le FCM se voit opposer à un adversaire de niveau supérieur en l'occurrence l'équipe de national de l'US Créteil-Lusitanos football. Même si le FCM joue à domicile, les cristolliens ouvrent rapidement la marque puis doublent le score au bout de vingt minutes. Les mulhousiens prennent un troisième but au début de la 2e mi-temps, le score se figeant finalement à 1-3.

##### Coupe d'Alsace
En coupe d'Alsace de football, le FC Mulhouse entre en lice au stade des seizièmes de finale. Il joue contre l'ASC Biesheim, un club de Division d'Honneur. Ce sont les Mulhousiens, via Diring, qui ouvrent le score. Néanmoins, quelques minutes plus tard, après une faute de main dans la surface, l'ASCB égalise sur pénalty. Après la pause, les Biesheimois prennent l'avantage, et malgré l'aspect dominateur de la prestation mulhousienne, ces derniers ne peuvent reprendre l'avantage. Le FCM est donc éliminé, à la surprise générale.

### Saison 2012-2013
La saison 2012-2013 est la quatorzième saison que le club passe en Championnat de France amateur de football. C'est également la huitième saison consécutive que le club passe à ce niveau. Le président est Alain Dreyfus, pour la cinquième année. À l'issue de la saison, alors que des rumeurs de changement d'entraîneur circulaient, Laurent Croci annonce son maintien à ce poste en fin de saison précédente.
| Date            | Rencontre                   | Rés. |
| --------------- | --------------------------- | ---- |
| 14 juillet 2012 | US Raonnaise - FCM          | 1-3  |
| 19 juillet 2012 | FCM - US Sarre-Union        | 2-2  |
| 22 juillet 2012 | FCM - RC Strasbourg         | 3-2  |
| 28 juillet 2012 | SR Delémont - FCM           | 0-0  |
| 29 juillet 2012 | FC Saint-Louis Neuweg - FCM | 0-1  |
| 4 août 2012     | FCM - AS Illzach Modenheim  | 3-0  |

La saison débute par une série de matchs amicaux. Le premier est remporté 3-1 face à l'US Raonnaise. Le second est un nul face à l'US Sarre-Union au festival du football amateur de Riquewihr. Toutefois, lors du derby contre le RC Strasbourg, les Haut-rhinois s'imposent 3-2. Le week-end des 28 et 29 juillet, le FCM affronte les SR Délémont et Saint-Louis Neuweg. Aucun but n'est marqué contre le club suisse, mais le FCSLN est battu d'une courte tête grâce à un but de Puymege. Enfin, le dernier match est une belle victoire 3-0 contre l'ASIM.

#### Parcours en championnat
Le club commence sa saison par un match nul maîtrisé contre Grenoble Foot 38.
Le match suivant est lui aussi maîtrisé par les Mulhousiens, mais ceux-ci s'effondrent en fin de match et perdent 4-1 face au PSG B.
Le troisième est le bon pour inscrire la première victoire de la saison 2-0 à domicile contre une rugueuse équipe de Raon.
| Calendrier 2012-2013 du FC Mulhouse | Calendrier 2012-2013 du FC Mulhouse | Calendrier 2012-2013 du FC Mulhouse | Calendrier 2012-2013 du FC Mulhouse | Calendrier 2012-2013 du FC Mulhouse | Calendrier 2012-2013 du FC Mulhouse | Calendrier 2012-2013 du FC Mulhouse | Calendrier 2012-2013 du FC Mulhouse |
| Matches aller                       | Matches aller                       | Matches aller                       | Matches aller                       | Matches retour                      | Matches retour                      | Matches retour                      | Matches retour                      |
| J                                   | Date                                | Affiche                             | Score                               | J                                   | Date                                | Affiche                             | Score                               |
| ----------------------------------- | ----------------------------------- | ----------------------------------- | ----------------------------------- | ----------------------------------- | ----------------------------------- | ----------------------------------- | ----------------------------------- |
| J1                                  | 11 août 2012                        | FCM - Grenoble Foot 38              | 0-0                                 | J34                                 | 11 août 2012                        | Grenoble Foot 38 - FCM              | 4-3                                 |
| J2                                  | 18 août 2012                        | Paris SG II - FCM                   | 4-1                                 | J18                                 | 26 janvier 2013                     | FCM - Paris SG II                   | 1-2                                 |
| J3                                  | 25 août 2012                        | FCM - US Raon                       | 2-0                                 | J19                                 | 9 février 2013                      | US Raon - FCM                       | 2-1                                 |
| J4                                  | 2 septembre 2012                    | Sochaux II - FCM                    | 1-1                                 | J20                                 | 16 février 2013                     | FCM - Sochaux II                    | 0-1                                 |
| J5                                  | 8 septembre 2012                    | FCM - Jura Sud                      | 5-3                                 | J21                                 | 23 février 2013                     | Jura Sud - FCM                      | 0-1                                 |
| J6                                  | 15 septembre 2012                   | Moulins - FCM                       | 1-1                                 | J22                                 | 2 mars 2013                         | FCM - Moulins                       | 0-2                                 |
| J7                                  | 22 septembre 2012                   | FCM - Nancy                         | 1-0                                 | J23                                 | 10 mars 2013                        | Nancy - FCM                         | 6-1                                 |
| J8                                  | 6 octobre 2012                      | Villefranche - FCM                  | 2-0                                 | J24                                 | 16 mars 2013                        | FCM - Villefranche                  | 0-0                                 |
| J9                                  | 20 octobre 2012                     | FCM - Montceau                      | 4-0                                 | J25                                 | 23 mars 2013                        | Montceau - FCM                      | 0-2                                 |
| J10                                 | 4 novembre 2012                     | Chasselay - FCM                     | 2-4                                 | J26                                 | 30 mars 2013                        | FCM - Chasselay                     | 0-0                                 |
| J11                                 | 10 novembre 2012                    | FCM - Strasbourg                    | 1-1                                 | J27                                 | 6 avril 2013                        | Strasbourg - FCM                    | 0-0                                 |
| J12                                 | 24 novembre 2012                    | Auxerre - FCM                       | 0-2                                 | J28                                 | 13 avril 2013                       | FCM - Auxerre                       | 1-0                                 |
| J13                                 | 1er décembre 2012                   | FCM - UJA Maccabi                   | 3-1                                 | J29                                 | 20 avril 2013                       | UJA Maccabi - FCM                   | 1-2                                 |
| J14                                 | 5 janvier 2013                      | FCM - Yzeure                        | 1-0                                 | J30                                 | 27 avril 2013                       | Yzeure - FCM                        | 0-0                                 |
| J15                                 | 2 février 2013                      | Sarre Union - FCM                   | 0-3                                 | J31                                 | 4 mai 2013                          | FCM - Sarre Union                   | 0-2                                 |
| J16                                 | 12 janvier 2013                     | FCM - Lyon Duchère                  | 2-1                                 | J32                                 | 11 mai 2013                         | Lyon Duchère - FCM                  | 2-1                                 |
| J17                                 | 25 mai 2013                         | Belfort - FCM                       | 1-0                                 | J33                                 | 11 août 2013                        | FCM - Belfort                       | 1-0                                 |

| Rang | Équipe                     | Pts | J  | G  | N  | P  | Bp | Bc | Diff |
| ---- | -------------------------- | --- | -- | -- | -- | -- | -- | -- | ---- |
| 1    | RC Strasbourg P            | 96  | 34 | 17 | 11 | 6  | 47 | 29 | +18  |
| 2    | US Raon                    | 96  | 34 | 17 | 11 | 6  | 53 | 21 | +32  |
| 3    | Grenoble Foot 38 P         | 92  | 34 | 17 | 11 | 6  | 63 | 30 | +33  |
| 4    | AS Lyon-Duchère            | 89  | 34 | 15 | 10 | 9  | 49 | 39 | +10  |
| 5    | AS Moulins                 | 88  | 34 | 14 | 12 | 8  | 51 | 36 | +15  |
| 6    | FC Mulhouse                | 87  | 34 | 15 | 8  | 11 | 46 | 39 | +7   |
| 7    | FC Villefranche Beaujolais | 81  | 34 | 12 | 11 | 11 | 44 | 42 | +2   |
| 8    | PSG R                      | 78  | 34 | 10 | 14 | 10 | 44 | 49 | -5   |
| 9    | AS Yzeure                  | 77  | 34 | 11 | 10 | 13 | 37 | 35 | +2   |
| 10   | Jura Sud Foot              | 77  | 34 | 10 | 13 | 11 | 31 | 38 | -7   |
| 11   | FC Sochaux-Montbéliard R   | 74  | 34 | 10 | 10 | 14 | 30 | 34 | -4   |
| 12   | US Sarre-Union             | 74  | 34 | 10 | 10 | 14 | 28 | 52 | -24  |
| 13   | ASM Belfort FC             | 72  | 34 | 9  | 11 | 14 | 31 | 37 | -6   |
| 14   | FC Montceau Bourgogne P    | 72  | 34 | 10 | 8  | 16 | 30 | 43 | -13  |
| 15   | Mont d'Or Azergues Foot    | 71  | 34 | 10 | 7  | 17 | 37 | 47 | -10  |
| 16   | AJ Auxerre R               | 71  | 34 | 9  | 10 | 15 | 29 | 52 | -23  |
| 17   | UJAM Paris                 | 69  | 34 | 7  | 14 | 13 | 25 | 33 | -8   |
| 18   | AS Nancy-Lorraine R        | 67  | 34 | 8  | 9  | 17 | 42 | 51 | -9   |

### Saison 2014-2015
Le FCM entame l'exercice dans la peau d'un favori pour le titre. Le club démarre ainsi la saison 2014-2015 en confirmant son statut de favori, avec une première défaite seulement le 22 novembre contre l'équipe réserve de Troyes (après 8 victoires et 2 matchs nuls). Ce match marque le début d'une période de résultats décevants, faits de défaites et de match nuls : le FCM perd rapidement sa première place du groupe au profit de Belfort. Malgré un sursaut en février avec deux victoires de rang, le rythme de début de saison ne reviendra que trop tardivement, en avril avec 4 victoires en 5 matchs : trop tard pour empêcher Belfort d'être sacré champion plusieurs journées avant la fin du championnat.

### Saison 2015-2016

#### Championnat
La saison 2015-2016 est la seizième que le FC Mulhouse dispute en CFA. Il est affecté au groupe B qui compte les quinze autres équipes suivantes :
AS Lyon-Duchère

AJ Auxerroise

AS Moulins

AS Yzeure

FC Montceau Bourgogne

FC Saint-Louis Neuweg

FC Sochaux-Montbéliard

FC Villefranche Beaujolais

Grenoble Foot

JA Drancy

Jura Sud Foot

Le Puy Foot

Monts d'Or Azergues Foot

Olympique lyonnais

US Sarre-Union
Les neuf premières rencontres de la saison se terminent par deux victoires prometteuses d'affilée, la première à domicile deux à un contre le leader grenoblois, la seconde à l'extérieur chez les Ponots du Puy Foot deux à zéro avec un premier but de Milovan Sikimić arrivé fraîchement de chez les voisins bas-rhinois du Racing Club de Strasbourg Alsace. Le football club de Mulhouse présente à ce moment un bilan comptable parfaitement équilibré : quatre victoires, un match nul et quatre défaites, dix buts encaissés pour autant de buts marqués. Les Alsaciens sont sixième au classement avec un gain de quatre places lors de la dernière confrontation.

#### Buteurs

##### Championnat
- 7 buts : Papa Ibou Kébé,
- 2 buts : Boyou Kodjia, Maxime Ras,
- 1 but : Benjamin Genghini, Benoît Patin, Matthieu Gausselan, Milovan Sikimić, Samir Kecha.

##### Coupe de France
- 3 buts : Benjamin Genghini, Maxime Ras,
- 2 buts : Jordan Gele,
- 1 but : Alexis Dutot, Benoît Haaby, Farez Brahmia, Josué Balamandji, Marco Rosenfelder, Matthieu Gausselan, Papa Ibou Kébé, Papa Malick Ba, Saïd Dardouri.

##### Coupe et championnat
- 8 buts : Papa Ibou Kébé,
- 5 buts : Maxime Ras,
- 4 buts : Benjamin Genghini,
- 2 buts : Boyou Kodjia, Jordan Gele, Matthieu Gausselan,
- 1 but : Alexis Dutot, Benoît Haaby, Benoît Patin, Farez Brahmia, Josué Balamandji, Marco Rosenfelder, Milovan Sikimić, Papa Malick Ba, Saïd Dardouri, Samir Kecha.

### Saison 2017-2018
En fin juillet 2017, en pré-saison, Mulhouse bat Epinal et Raon l'Etape (deux équipes d'un niveau supérieur : National 2) et donne un début plutôt prometteur pour la saison à venir.